# Dekanat Bruck an der Leitha
Dekanat Bruck an der Leitha – jeden z 17 dekanatów rzymskokatolickich wchodzących w skład wikariatu Unter dem Wienerwald archidiecezji wiedeńskiej w Austrii. W jego skład wchodzi 15 parafii. 

## Lista parafii
| Lp. | Miejscowość                  | Parafia                                    | Kościół                                                                | Grafika |
| --- | ---------------------------- | ------------------------------------------ | ---------------------------------------------------------------------- | ------- |
| 1   | Arbesthal                    | Parafia św. Jana Chrzciciela               | Kościół św. Jana Chrzciciela w Arbesthal                               |         |
| 2   | Bruck an der Leitha          | Parafia Trójcy Przenajświętszej            | Kościół Trójcy Przenajświętszej w Bruck an der Leitha                  |         |
| 3   | Gallbrunn                    | Parafia św. Floriana                       | Kościół św. Floriana w Gallbrunn                                       |         |
| 4   | Göttlesbrunn                 | Parafia Świętych Apostołów Filipa i Jakuba | Kościół Świętych Apostołów Filipa i Jakuba w Göttlesbrunn              |         |
| 5   | Höflein bei Bruck-Leitha     | Parafia św. Ulricha                        | Kościół św. Ulricha w Höflein bei Bruck-Leitha                         |         |
| 6   | Mannersdorf am Leithagebirge | Parafia św. Marcina                        | Kościół św. Marcina w Mannersdorf am Leithagebirge                     |         |
| 7   | Margarethen am Moos          | Parafia św. Małgorzaty                     | Kościół św. Małgorzaty w Margarethen am Moos                           |         |
| 8   | Höflein-Pachfurth            | Parafia św. Rocha                          | Kościół św. Rocha w Höflein-Pachfurth                                  |         |
| 9   | Pischelsdorf                 | Parafia św. Stefana                        | Kościół św. Stefana w Pischelsdorf                                     |         |
| 10  | Rohrau                       | Parafia św. Wita                           | Kościół św. Wita w Rohrau                                              |         |
| 11  | Sarasdorf                    | Parafia św. Ulricha                        | Kościół św. Ulricha w Sarasdorf                                        |         |
| 12  | Sommerein                    | Parafia Świętych Apostołów Piotra i Pawła  | Kościół Nawiedzenia Najświętszej Maryi Panny w Sommerein               |         |
| 13  | Sommerein-Stixneusiedl       | Parafia Świętych Apostołów Piotra i Pawła  | Kościół Świętych Apostołów Piotra i Pawła w Sommerein-Stixneusiedl     |         |
| 14  | Trautmannsdorf an der Leitha | Parafia św. Katarzyny                      | Kościół św. Katarzyny w Trautmannsdorf an der Leitha                   |         |
| 15  | Göttlesbrunn-Wilfleinsdorf   | Parafia Świętych Apostołów Piotra i Pawła  | Kościół Świętych Apostołów Piotra i Pawła w Göttlesbrunn-Wilfleinsdorf |         |